# Dieta federale (Svizzera)
La Dieta federale, in francese Diète fédérale, in tedesco Tagsatzung,  era la riunione dei delegati dei cantoni, dove si discutevano temi di interesse comune.

## Prima del 1791

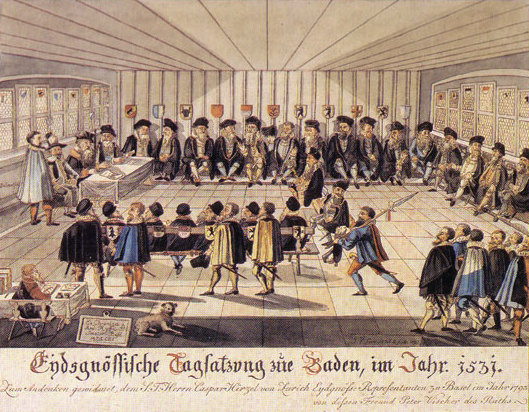
Dieta federale tenutasi a Baden nel gennaio del 1531

Originariamente generate dai patti comuni di soccorso. Le funzioni di queste Diete vennero meglio definite a partire dal 1415, dato che da allora i cantoni primitivi dovettero amministrare dei baliaggi comuni. Questo rese necessario tenere delle riunioni a calendario fisso e non più dettate da singoli eventi. A partire dal 1520 questo elemento aggregante venne frenato da forti divisioni, createsi tra i singoli cantoni, a causa dei contrasti confessionali. Da questa data non si tennero più i giuramenti federali, che annualmente si tenevano durante la prima Dieta e che erano stati introdotti a partire dal 1351. Pur non avendo competenze ben chiare, le Diete venivano convocate più volte durante l'anno. Le esigenze create dall'amministrazione comune di baliaggi e quelle di una difesa comune, erano i principali temi trattati in queste riunioni. Dopo aver raggiunto agli inizi del XVI secolo un picco di riunioni di oltre 20 Diete in un anno, con la Riforma esse diminuirono drasticamente, con circa tre Diete federali annue a cui si affiancavano: nove Diete particolari cattoliche e da 1 a 3 Diete particolari protestanti. Normalmente alla Dieta partecipavano uno o due rappresentanti per cantone, borgomastri, landamani o rappresentanti incaricati dai singoli governi. Dopo le guerre di Borgogna, anche gli Stati alleati dei confederati, partecipavano alle Diete e spesso con diritto di voto. Era il caso per il principe abate e la città di San Gallo, mentre per Vallese e le Tre Leghe vi furono delle partecipazioni sporadiche. Per quanto riguarda lo stato della Svevia, che in precedenza aveva partecipato alle Diete, a partire dal 1601, venne esclusa, su iniziativa dei cantoni riformati. Le Diete venivano autoconvocate o indette su richiesta di un cantone o su richiesta di potenze straniere. Esse venivano convocate di regola nel cantone che aveva la carica di Cantone direttore. Nel cinquecento per lo più a Lucerna ma anche a Zurigo, Berna, Svitto o anche in luoghi posti al di fuori del territorio confederato, come a Costanza. Con il saluto confederato, che veniva fatto a porte aperte, si aprivano le sedute, che poi proseguivano a porte chiuse. Esse duravano uno o più giorni. Le presiedeva il cantone ospitante o il Cantone direttore che ne redigeva il verbale e lo custodiva nei suoi archivi. L'inviato esprimeva un unico voto (quello del proprio cantone), sulla scorta delle istruzioni ricevute. Attraverso la chiamata che iniziava sempre dal cantone di Zurigo per proseguire in un elenco fisso, si esprimeva il voto che veniva scritto nei recessi. Gli inviati portavano i verbali delle riunioni a casa, per la ratifica da parte dei singoli governi cantonali. Si applicava per il voto la regola del maggioritario, per i problemi dei baliaggi comuni, mentre per le altre questioni ci voleva un voto unanime. In caso di mancato accordo, la Dieta ricorreva a un tribunale arbitrale, mentre per le questioni di poco conto normalmente la minoranza si piegava al volere dei più.

## Le diete tra il 1798 e il 1815
Durante la Repubblica Elvetica la Dieta contava 102 delegati, eletti a suffragio indiretto proporzionalmente alla popolazione dei diciassette cantoni; essa eleggeva un Senato di venticinque membri. Nel 1801 venne disciolta. L'anno seguente la seconda Costituzione Elvetica prevedeva una dieta, che non venne mai convocata. Per contro una Dieta federale nel vecchio stile venne convocata a Svitto, ma venne disciolta su pressione di Napoleone Bonaparte.
Nel 1803 l'Atto di mediazione trasformò la centralistica Repubblica Elvetica in una Confederazione, con sei nuovi cantoni: Canton San Gallo, Canton Grigioni, Canton Argovia, Canton Turgovia, Canton Ticino e Canton Vaud. La dieta era costituita da due rappresentanti per i cantoni più popolosi: Berna, Zurigo, Vaud, San Gallo, Argovia e Grigioni, gli altri cantoni inviavano un rappresentante. Queste diete venivano presiedute a turno dai Cantoni direttori: Friburgo, Berna, Basilea, Zurigo, Lucerna e Soletta.